# Metallyra septentrionalis
Metallyra septentrionalis là một loài bọ cánh cứng trong họ Cerambycidae.